# 9430 Erichthonios
9430 Erichthonios eller 1996 HU10 är en trojansk asteroid i Jupiters lagrangepunkt L5. Den upptäcktes 17 april 1996 av den belgiske astronomen Eric W. Elst vid La Silla-observatoriet. Den är uppkallad efter Erichtonius i den grekiska mytologin.
Asteroiden har en diameter på ungefär 28 kilometer.